# Розари Роуд
Розари Роуд (англ. The Nest) — футбольный стадион в Норидже, Англия. Являлся домашним стадионом местного клуба «Норвич Сити» до 1935 года. Был снесён из-за большой нехватки мест.
Первый матч на стадионе был сыгран 12 сентября 1908 против «Портсмута». Тогда «Норвич» сыграл вничью — 0:0.
Последний матч был сыгран 4 мая 1935 против «Суонси Таун». Что интересно, тот матч, как и первый, канарейки сыграли вничью — 2:2.